# La Garita Caldera
La Garita Caldera is de krater van een grote dode vulkaan in het zuidwesten van Colorado in de Verenigde Staten. De caldera, een ringvormige bergketen die centraal binnen een cluster van kleinere caldera's ligt, maakt deel uit van het San Juan Gebergte in de Rocky Mountains. Het vulkanische gebied in dit gebergte, het San Juan volcanic field, ligt verspreid over Colorado, Utah en Nevada, en werd gevormd in een periode van 40 tot 25 miljoen jaren geleden, in het Oligoceen. De schaal van het vulkanisme was in dit tijdperk vele malen groter dan alles waar de mens van kan getuigen. Volgens latere inzichten, gebaseerd op onderzoek verricht in de jaren 90, maakt de La Garita caldera aanspraak op de titel van grootste vulkaan ter wereld.

Hier werd 28 miljoen jaar geleden (27,8 Ma) een geschatte hoeveelheid van meer dan 5000 km³ tuffiet uitgeworpen, de zogeheten Fish Canyon Tuff, met een explosieve waarde van de maximale 8 op de vulkanische-explosiviteitsindex. Het is een van de grootste erupties, zo niet de grootste explosie, van een supervulkaan in de geschiedenis van de Aarde.
 Het is bovendien geen regelmatige cirkelvormige maar eerder een ovale krater, de diameter varieert van zo'n 35 tot 75 kilometer. De vorm komt daarmee enigszins overeen met die van de vulkaan Toba op Sumatra, die 73.000 jaar geleden uitbarstte maar met minder dan 3000 km³ gloeiend gesteente.
De uitgeworpen tuf is ignimbriet, een vulkanoclastisch gesteente bestaande uit vulkanische as, dat kan ontstaan bij pyroclastische stromen. Het bestaat uit daciet en is opvallend uniform van samenstelling. Ondanks de uitgestrektheid zijn de uitgeworpen stoffen ook als één geheel afgekoeld.
La Garita is ook op andere momenten tot leven gekomen, waarbij intracaldera, binnen de rand van de krater, lava werd gedeponeerd, en die andesiet van samenstelling was, met een minder hoog gehalte aan silica. Er zijn nog zeven kolossale uitbarstingen geïdentificeerd in de 1½ miljoen jaar na de eruptie van de Fish Canyon Tuff. Bij een eerdere gelegenheid werd al een hoeveelheid van meer dan 200 km³ magma uitgeworpen. Het gehele cluster van vuurspuwende bergen geldt als uitgedoofd.

De La Garita caldera ligt in de La Garita Mountains. De onherbergzame wildernis is een United States National Forest in Mineral County. De bewoonde wereld begint in het oosten bij het gehucht La Garita in Saguache County.
Een andere nederzetting Garita ligt veel zuidelijker, in New Mexico aan de weg naar Las Vegas.